# Адамс-Лейк
Адамс-Лейк — ледниковое озеро на территории провинции Британская Колумбия в Канаде.

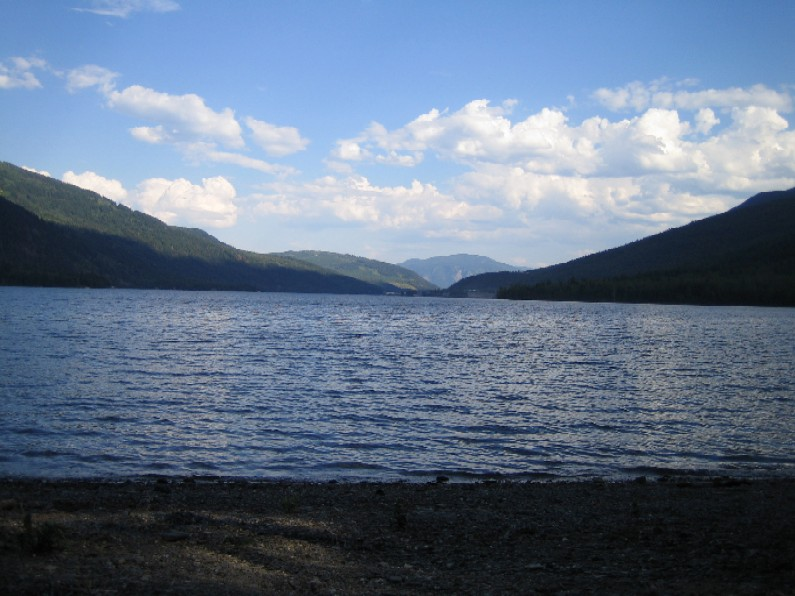
Вид на озеро со стороны провинциального парка Адамс-Лейк

Озеро имеет 63 км в длину и от 1,6 км до 3,2 км в ширину. Максимальная глубина составляет 500 метров. Это второе по глубине озеро Британской Колумбии. Находится на высоте 404 м над уровнем моря. Озеро Адамс-Лейк имеет фьордообразную форму, оно длинное, узкое. Популярный туристический объект. В озере водится редкий вид рыбы — радужная форель.